# Semeiskie

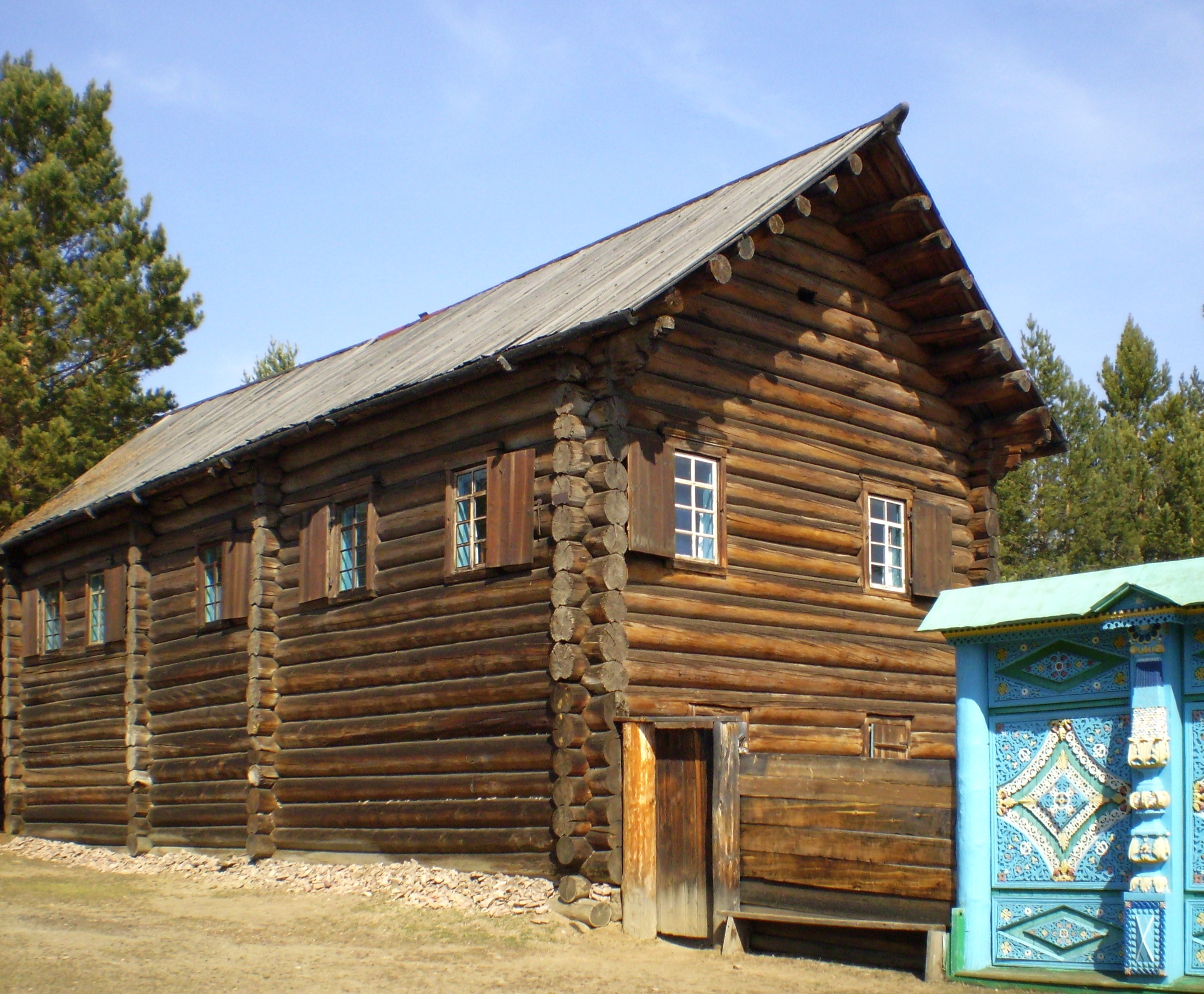
Una casa de viejos creyentes en el Museo etnográfico de Ulán-Udé.

Los semeiskie son una comunidad de «viejos creyentes» de alrededor de 200.000 personas en Transbaikalia, es decir, al este del lago Baikal.
«El espacio cultural y la cultura oral de los semeiskie» ha sido proclamado en 2003 y luego inscrito en 2008 por la Unesco en la lista representativa del Patrimonio Cultural Inmaterial de la Humanidad.

## Historia
En el siglo XVII, tras el cisma de la Iglesia ortodoxa rusa, los creyentes del «Antiguo sistema» de diversas regiones de Rusia debieron exiliarse en Siberia bajo el reinado de Catalina II.

## Tradiciones
Los semeiskie hablan un dialecto de ruso, con elementos de bielorruso, ucraniano y buriato. Continúan practicando antiguos rituales ortodoxos anteriores al cisma y perpetúan actividades cotidianas sobre la base del culto de la familia y principios morales estrictos. La palabra semeiskie significa «los que viven en familia»; de hecho, familias enteras de viejos creyentes fueron deportadas a Siberia.
Los semeiskie también se distinguen por sus costumbres tradicionales, su artesanía, sus casas, su pintura, su arte decorativo, su alimentación y su música.